# American Family Association
American Family Association (AFA) är en konservativ organisation som grundades 1977 av Donald E. Wildmon, som då var pastor på "First United Methodist Church in Southaven" i Mississippi. Han efterträddes som president för AFA den 3 mars 2010 av sin son, Tim Wildmon. Organisationens uttalade syfte är att "försvara traditionella familjevärden". De angriper islam/muslimer, pornografi, aborter, homosexualitet/homosexuella/HBT och säger sig förespråka kristen etik och moral i det amerikanska samhället. AFA står bakom många kampanjer och bojkotter mot företag/organisationer de ogillar, med olika resultat. Southern Poverty Law Center klassificerade organisationen som en hatgrupp i november 2010.
American Family Association säger att homosexuella par inte kan ha varaktiga förhållanden, att homoföräldrar utgör "sexuellt övergrepp" på barn.  De beskyller också homosexuella för att i hemlighet stå bakom nazismen och deras utrotningspolitik (byggande på påståendena i den skarpt kritiserade historierevisionistiska boken The Pink Swastika) och de använder även Paul Cameron som påstått pålitlig referens om homosexuellas/homosexualitetens allmänna ondska. Gruppen förespråkar att "konvertera" homosexuella till heterosexualitet.